# Air & Space 18A
Air & Space 18A — американский автожир с прыжковым взлётом. Один из трёх автожиров, получивших в США сертификат типа и лётной годности. Производился малой серией с 1965 года, всего выпущено 68 автожиров.

## Разработка и производство
Разработка автожира была начата в 1957 компанией Umbaugh Aircraft Corporation (Ocala, Florida), основанной Raymond E. Umbaugh. Ведущий конструктор аппарата ‒ Gilbert Devore. В разработке прыгающего автожира был использован несущий винт от вертолета Sznycer Omega BS-12. Первый прототип, обозначенный Umbaugh U-17, был построен на заводе Fairchild Engine and Airplane Corporation и выполнил полёт в августе 1959. В ходе испытаний обнаружились проблемы со стабильностью полёта аппарата, что потребовало дополнительных испытаний с разными конфигурациями хвостового оперения. Третий прототип показал удовлетворительные лётные характеристики: к этому времени Raymond E. Umbaugh заключил соглашение с Fairchild на окончательную доводку и серийное производство автожира под обозначением U-18 или «Flymobil.»
Пять машин было построено на заводе Fairchild в 1960 г.; в сентябре 1961 на автожир был получен сертификат типа. Фирма Umbaugh организовала развитую сеть дилеров и дистрибьюторов автожира в США: однако из-за несоответствия числа заказов и реальных производственных возможностей завода Fairchild в деятельности фирмы начались большие затруднения. В итоге в 1962 фирма Umbaugh Aircraft Corporation прекратила существование, контракт с Fairchild ‒ расторгнут.
Около ста дилеров Umbaugh выкупили активы компании и в 1964 основали предприятие Air and Space Manufacturing, Inc., с целью возобновления производства автожира. В 1965 был получен производственный сертификат на модель Air & Space Model 18A, которая была практически аналогична Umbaugh U-18. К концу 1965 было выпущено и продано 68 автожиров, 14 были в стадии сборки, однако, по ряду финансовых причин компания прекратила существование в 1966. Активы компании были на хранении до тех пор, пока в 80-х один из бывших дилеров (Don Farrington) снова выкупил их. Смена владельцев продолжалась: в настоящий момент сертификатом типа 2 владеет компания Heliplane Aircraft International Corp., занимающаяся в основном продажей оставшихся на складе запасных частей и ремонтом. Имевшие отношение к производству автожиров компании Farrington Aircraft Corp. (выпустившая малую серию, около 10 модифицированных машин, в 1991—1996) и Air and Space America, Inc. также прекратили работу: их активы проданы с аукциона.
Крупносерийное производство автожиров с 1965 не возобновлялось.

## Конструкция
Двухместный прыгающий автожир с толкающим винтом. Фюзеляж ‒ цельнометаллический полумонокок, рама центральной секции ‒ сварная из стальных труб. Кабина закрытая двухместная, с тандемным расположением сидений, с двойным управлением. Хвостовое оперение с поворотным рулём направления. Шасси с управляемой носовой стойкой, возможно дифференциальное торможение основными колёсами. Двигатель ‒ горизонтальный оппозитный карбюраторный Lycoming O-360-A1D мощностью 180 л.с. Несущий ротор ‒ трёхлопастный, крепление лопастей ‒ трёхшарнирное, с возможностью изменения общего шага. Трансмиссия включает гидравлическую муфту для предварительной раскрутки ротора. При взлёте ротор устанавливается в малый общий шаг и раскручивается до 370 оборотов в минуту (в полёте скорость вращения ротора ‒ около 200 оборотов в минуту). Затем пилот увеличивает общий шаг и автожир выполняет подскок, или прыжковый взлёт за счёт избытка накопленной энергии ротора, переходя затем в горизонтальный полёт.

## Лётно-технические характеристики
- Длина: 6,04 м;
- Высота: 2,82 м;
- Диаметр несущего ротора: 10,67 м;
- Взлётный вес: 816 кг;
- Максимальная скорость: 177 км/ч;
- Практический потолок: 3 658 м;
- Дальность: 483 км.